# Hallencourt
Hallencourt là một xã ở tỉnh Somme, vùng Hauts-de-France, Pháp.

## Địa lý
Thị trấn này tọa lạc tại giao lộ của các đường D21, D53 và đường D173, khoảng 10 dặm Anh về phía nam của Abbeville.
Thị trấn gồm hai làng Hallencourt và Hocquincourt.

## Dân số
| 1962                                                           | 1968 | 1975 | 1982 | 1990 | 1999 |
| -------------------------------------------------------------- | ---- | ---- | ---- | ---- | ---- |
| 1350                                                           | 1367 | 1370 | 1407 | 1374 | 1348 |
| Số liệu điều tra dân số từ năm 1962, dân số không tính hai lần |      |      |      |      |      |

## Địa điểm nổi bật
- Đài tưởng niệm chiến tranh
- Lâu đài Beauvoir tại Hocquincourt (nay là khách sạn tư nhân)

## Nhân vật nổi bật
- Roman Opałka, nghệ sĩ Pháp gốc Ba Lan sinh ra ở Hocquincourt năm 1931.